# Castellaneta
Castellaneta (Castelanéte in dialetto locale) è un comune italiano di 15 842 abitanti della provincia di Taranto in Puglia.

## Geografia fisica

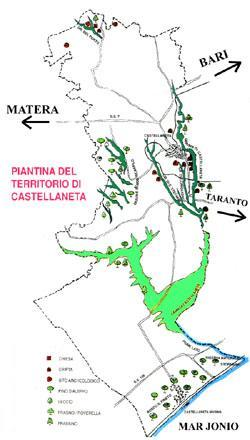
Mappa del territorio

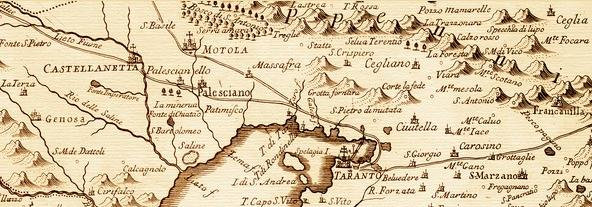
Murgia meridionale

Castellaneta è situata nel cuore dell'area che costituisce il parco naturale regionale Terra delle Gravine ed occupa la posizione mediana nella parte occidentale della provincia di Taranto che costituisce il cosiddetto arco Jonico.
Il suo territorio (fra i primi 100 comuni italiani per estensione, per la precisione settantanovesimo) va dalla Murgia tarantina fino al Mar Ionio, e presenta una grande varietà di paesaggi e diverse presenze naturalistiche storiche e archeologiche.
Castellaneta è solcata da una serie di gravine e di lame (naturale prosieguo delle gravine con pareti meno ripide) di origine fluvio-carsica, che si dirigono verso il mare facendo confluire nel fiume Lato le acque che raccolgono durante le piogge.
Montecamplo (più precisamente la località detta Santa Trinità) è il suo punto più alto (411 m).

## Storia

### Origini
I primi segni di frequentazione umana nel territorio castellanetano risalgono all'età del bronzo (2000-1000 a.C.). In località Minerva sono stati trovati numerosi vasi ed altri manufatti. Altri rinvenimenti si sono registrati sulla sommità del Montecamplo, un territorio inciso da grotte e gravine, ma anche a Riva dei Tessali sull'arco Ionico.

### Medioevo
In seguito alla distruzione dell'insediamento di Minerva, presumibilmente durante il passaggio di Alarico I, la popolazione fuggì riparando nei centri vicini. Sulle ceneri dell'antico abitato, si sarebbe formato intorno al 550 il centro tardo antico di Castanea (Καστανέα in greco bizantino). Le scorrerie dei Saraceni fecero in modo che Castanea s'ingrandisse, dato che le sue mura fortificate ne fecero il rifugio degli abitanti dei centri vicini. In questo periodo la città cambiò nome divenendo prima Castellum Unitum e poi Castellanetum.
Esiste però un'altra versione circa le radici di Castellaneta. Secondo lo storico Giacomo Arditi, Castanea era cosa ben diversa dall'attuale Castellaneta: Castanea era posta sul Lato, aveva origine magno-greca ed esistette fino alla fine dell'VIII secolo (secondo le carte topografiche di Carlo Magno). Nell'842 i Saraceni intensificarono i loro attacchi, saccheggiarono e distrussero quasi tutti gli insediamenti del circondario e probabilmente Castanea fu tra i centri devastati, che, quindi, si unirono, creando una città fortificata nel punto più difendibile: da questa unione avrebbe avuto origine il nome Castellum Unitum, poi trasformatosi nella forma attuale.
In seguito alla conquista normanna nel 1064, la città divenne anche sede diocesana. Tre anni dopo il paese venne riconquistato dal generale greco Michele Mauricas e ritornò in mano bizantina. Questo dominio si rivelerà effimero, dato che Castellaneta ritornerà presto in mano ai Normanni. Nel 1200 Carlo I d'Angiò conquistò la cittadina che dapprima risultò un feudo e che successivamente venne trasformata in città Regia. Nel XIII secolo la città passò in mano agli Aragonesi, per poi ritornare nuovamente agli Angioini.

### Epoca moderna
L'avvenimento storico - da cui prendono il nome una via (via Sacco) e tre vicoli del centro storico (vico I Sacco, vico II Sacco e vico III Sacco) - scaturisce dalla contesa del Regno di Napoli da parte di spagnoli e francesi (fine del Quattrocento - inizio del Cinquecento). All'epoca dei fatti il Regno era in mano degli Aragonesi. Nel 1496 Ferdinando II lasciava come suo erede al trono di Napoli suo zio Federico I. Contro questi però, si erano coalizzati il di lui cugino Ferdinando il Cattolico, che regnava in Sicilia, e Luigi XII di Francia, entrambi in lizza per il trono di Napoli. I due re si coalizzarono in segreto stipulando il Trattato di Granada nel novembre del 1500. Federico I, ignaro del trattato, si affidò agli spagnoli, ma fu tradito e dovette arrendersi ai francesi nel 1501. Il Regno di Napoli restò facile preda dei due re e fu così spartito. Luigi XII divenne Re di Napoli e degli Abruzzi, Ferdinando il Cattolico ebbe la Puglia ed il resto del Regno. L'accordo tra i due cadde non appena i francesi pretesero il possesso della Capitanata per i proventi provenienti dalle transumanze. L'esercito francese, condotto da Louis d'Armagnac duca di Nemours, occupava tutta la zona.
Alla luce di un importante lavoro di ricerca condotto su fonti francesi del XVI secolo e basato sulla testimonianza personale del giovane monaco benedettino francese Jean d'Auton (di cui esiste ancora il manoscritto alla Biblioteca nazionale di Francia, a Parigi, conservato con i Numeri 5081, 5082 e 5083) il quale era stato designato come cronista di guerra dall'allora Re di Francia Luigi XII e presente sul posto al momento dei fatti, Pietro Loglisci, ne "La vera storia del sacco di Castellaneta" pubblicata nel 2005 presso l'Editore Antonio Dellisanti, rivela che nella città di Castellaneta - precedentemente sotto il controllo delle più clementi milizie spagnole - si erano accampati, nell'aprile 1502, cinquanta lancieri comandati dal luogotenente Louis De Saint-Bonnet. Costoro, in cambio dell'asilo e delle provvigioni che ricevevano giornalmente, si erano impegnati a pagare, ogni mese, una certa somma, in monete d'oro. Ma poiché le milizie francesi non riuscivano a tenere i loro impegni, i Castellanetani, stanchi di aspettare invano dopo 10 mesi di ospitalità, andarono a trovare i soldati spagnoli, li radunarono nelle vicinanze del paese e, il 23 febbraio 1503, armati di ramaglie e di sassi, penetrarono nei loro alloggi, si gettarono con forza su di loro, li presero e li gettarono nelle mani dei soldati spagnoli, i quali li legarono e li portarono via con loro, mettendoli in prigioni sotterranee, alcuni a Barletta ed altri un po' altrove. Questa aggressione avvenne nei pressi della Cattedrale, più precisamente in vico Sacco.
Saputa la notizia, il duca di Nemours immediatamente corse ad assediare Castellaneta, la quale pensò di venire a patti con il nemico offrendo migliaia di libbre d'oro. Ma il duca di Nemours ne pretese tre volte tanto e minacciò di dare alle fiamme la città. I concittadini, presi dalla disperazione, ricorsero nuovamente alle armi con l'aiuto di un esiguo numero di soldati spagnoli e grazie anche alla contemporanea aggressione degli spagnoli a Ruvo (città più importante per i francesi), riuscirono a salvare la città. Per questa eroica resistenza, la città di Castellaneta fu insignita dal re Ferdinando il Cattolico del titolo di "Fidelissima Civitas".
Il 23 febbraio 1503 i cittadini di Castellaneta, con l'aiuto di una piccola schiera di soldati spagnoli, respinsero le truppe francesi guidate dal duca di Nemours. Tale fatto prenderà il nome di "Sacco di Castellaneta". L'evento venne riportato da cronisti dell'epoca come Jean d'Auton e Bonaventura da Lama. Grazie al coraggio dimostrato nell'occasione dai cittadini castellanetani, Ferdinando il Cattolico attribuì al paese il titolo di "Fidelissima Civitas".
Nel 1519 Carlo V d'Asburgo concesse la terra di Castellaneta al fiammingo Guglielmo di Croÿ, il quale la vendette nel 1520 a Nicola Maria Caracciolo. Quest'ultimo ottenne inoltre l'anno successivo il titolo marchesale sul feudo. La linea dei Caracciolo marchesi di Castellaneta ebbe il suo ultimo esponente in Penelope, la quale sposò Ferdinando Giambattista Caracciolo (1530-1583), IV duca di Martina. La nonna paterna di questi, Giacoma Orsini, acquistò il feudo di Castellaneta da Penelope nel 1550. In seguito alla morte di Giacoma Orsini, avvenuta nel 1553, il feudo passò al figlio Petracone (padre di Ferdinando Giambattista), il quale lo refutò a favore del figlio. Ferdinando Giambattista a sua volta trasmise il feudo al figlio Carlo, nato dal matrimonio con Penelope. Carlo vendette il feudo al mercante genovese Niccolò Bartirotti nel 1580. Questa famiglia tenne il feudo, con il titolo di principe di Castellaneta, sino al 1624, anno in cui lo vendette ai De Franco. Nel corso del XVII secolo Castellaneta passò poi ai Gentile e ai Della Monaca, sino all'acquisto, nel 1666, da parte del genovese Carlo de Mari, marchese di Assigliano, per 70.000 ducati. Castellaneta rimase feudo dei De Mari sino al 1806, anno dell'eversione della feudalità, decretata dal Re di Napoli Gioacchino Murat a seguito del Decreto Napoleonico sulla stessa materia dell'anno prima e che si estendeva a tutti i domini francesi.

### Era contemporanea e brigantaggio
Nel 1858 Giuseppe Garibaldi, camuffato da venditore di candele, incontrò nel fondo rustico La Torretta alcuni castellanetani.
Due anni dopo, nel 1860, i castellanetani votarono in modo quasi plebiscitario per l'annessione al Regno d'Italia. Tuttavia il territorio castellanetano fu utilizzata negli anni a seguire come rifugio da numerosi Briganti, tra cui il famoso Antonio Locaso, lucano detto "il Crapariello" ('u Craparidd), il quale venne giustiziato dalle milizie del costituito Regno d'Italia ed il cui corpo venne lasciato esposto nella piazza principale del paese (piazza Vittorio Emanuele) per oltre due giorni.
Castellaneta diede un pesante contributo di uomini alla prima guerra mondiale e per i tanti morti della guerra fu edificato nel luogo dove oggi sorge il municipio un monumento accerchiato da tanti alberi quanti furono i morti. Il monumento fu poi spostato nel cimitero, per dar spazio alla costruzione del nuovo municipio al quale è stato affiancato un nuovo monumento ai caduti di tutte le guerre.
Nella seconda guerra mondiale invece, in seguito alla ritirata dei tedeschi, questi ultimi bombardarono la città e provocarono la morte, attraverso lo scoppio di due granate, di 27 persone tra bambini, cittadini e rappresentanti dei Carabinieri, colpevoli solo di festeggiare l'arrivo degli alleati. Per l'umanità espressa dai cittadini in questa triste occasione, fu assegnata al comune la medaglia di bronzo al valor civile.

Una delle pagine più tristi della storia castellanetana riguarda il crollo di un intero stabile in viale Verdi il 7 febbraio 1985, in seguito al quale persero la vita 34 persone. In seguito al crollo si è costituito un comitato dei familiari delle vittime. Ai funerali partecipò anche l'allora Presidente della repubblica Sandro Pertini. Il processo che ne seguì è ancora in corso; nel frattempo dove sorgeva lo stabile è stato costruito un auditorium (nei locali del quale è presente anche la biblioteca comunale) ed è stato eretto un monumento in ricordo delle vittime.

### Simboli
Lo stemma e il gonfalone del comune di Castellaneta sono stati concessi con decreto del presidente della Repubblica del 26 marzo 1975.
Lo stemma riprende il disegno del sigillo comunale presente sull'atto preliminare per la formazione del Catasto onciario del 1736.
Il gonfalone è troncato di rosso e di bianco.

## Monumenti e luoghi d'interesse
Il territorio presenta un forte accentramento abitativo nel nucleo cittadino se si eccettua la frazione marittima di Castellaneta Marina e quella rurale della Gaudella. Per il resto nelle campagne sono presenti circa cento splendide masserie storiche, alcune delle quali fortificate, e campi coltivati, soprattutto vigneti e frutteti.

### Architetture religiose
Numerose sono le chiese nella zona antica, a testimonianza della grande importanza che ha avuto questo paese anche come centro religioso, da secoli sede della diocesi di Castellaneta. Da ricordare sono San Domenico (ultimata nel 1861) con la sua caratteristica facciata dal doppio stile, con la parte alta Rinascimentale e con il portale dall'inconfondibile stile barocco.

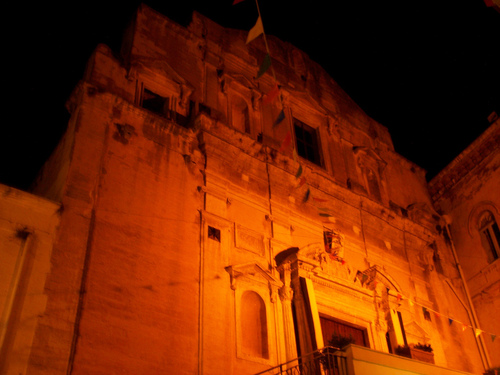
La chiesa di San Domenico

Altre chiese ormai inutilizzate per riti religiosi sono Santa Maria, San Giuseppe, Santa Chiara, Santa Caterina, Madonna dell'Aiuto e San Giovanni in muriciello.
Anche nel resto del paese ci sono altre chiese importanti anche per la loro architettura e per le bellezze che contengono.
San Michele chiesa settecentesca costruita ai limiti del paese vecchio ed oggi inglobata nel centro del paese. Contiene tele del Cinquecento e del Settecento.

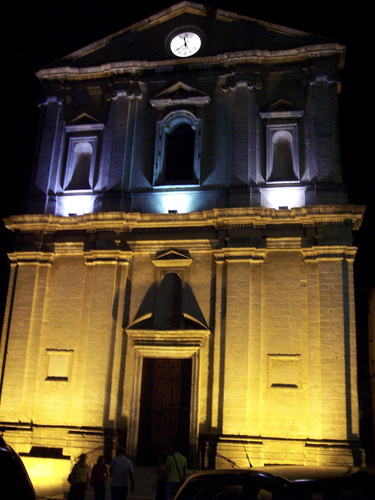
chiesa di San Michele

San Francesco d'Assisi (1471) e il convento dei Frati Minori (1592). La chiesa sorge nella parte nuova del paese, un tempo (fino agli anni sessanta) era molto lontana dal resto del paese. Contiene capolavori del Seicento e del Settecento, fra cui un'importante opera sull'altare di Girolamo di Santacroce che rappresenta la Vergine seduta in trono con bambino che prega tra angeli, santi ed apostoli.
Santa Maria della Luce, detta anche Maria santissima Assunta o ancora Santa Maria del Pesco (edificata attorno al XIII secolo) è uno dei pochi esempi di arte gotico-angioina del paese insieme al campanile della Cattedrale. La leggenda dice che tale chiesa era stata edificata ex voto da un capitano scampato a un naufragio dopo essersi affidato alla Madonna dell'Assunta. La chiesa ha la forma, a causa del dislivello sulla quale è costruita, del ponte di una nave. Al suo interno presenta importanti affreschi.
Altre chiese sono la cinquecentesca San Rocco oggi annessa al vecchio ospedale e la seicentesca Mater Christi, anch'essa costruita lontano dal centro abitato e vicino all'omonimo insediamento rupestre e dall'architettura modesta, La chiesa di San Domenico situata nella parte bassa del centro storico e la Parrocchia Cuore Immacolato di Maria, struttura moderna. Si aspetta la nuova costruzione della chiesa di San Francesco d'Assisi.

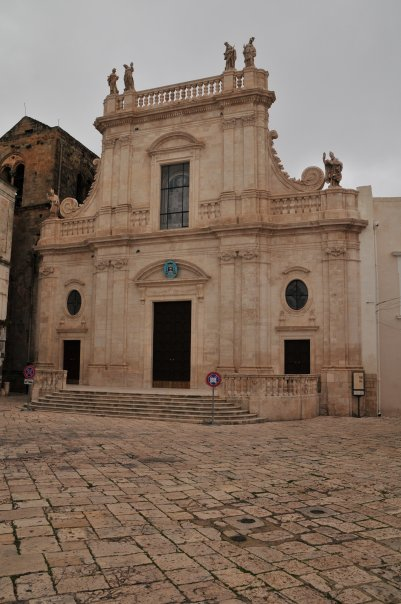
Centro Storico Castellaneta - Cattedrale San Nicola

### Architetture civili

#### Il Centro Storico

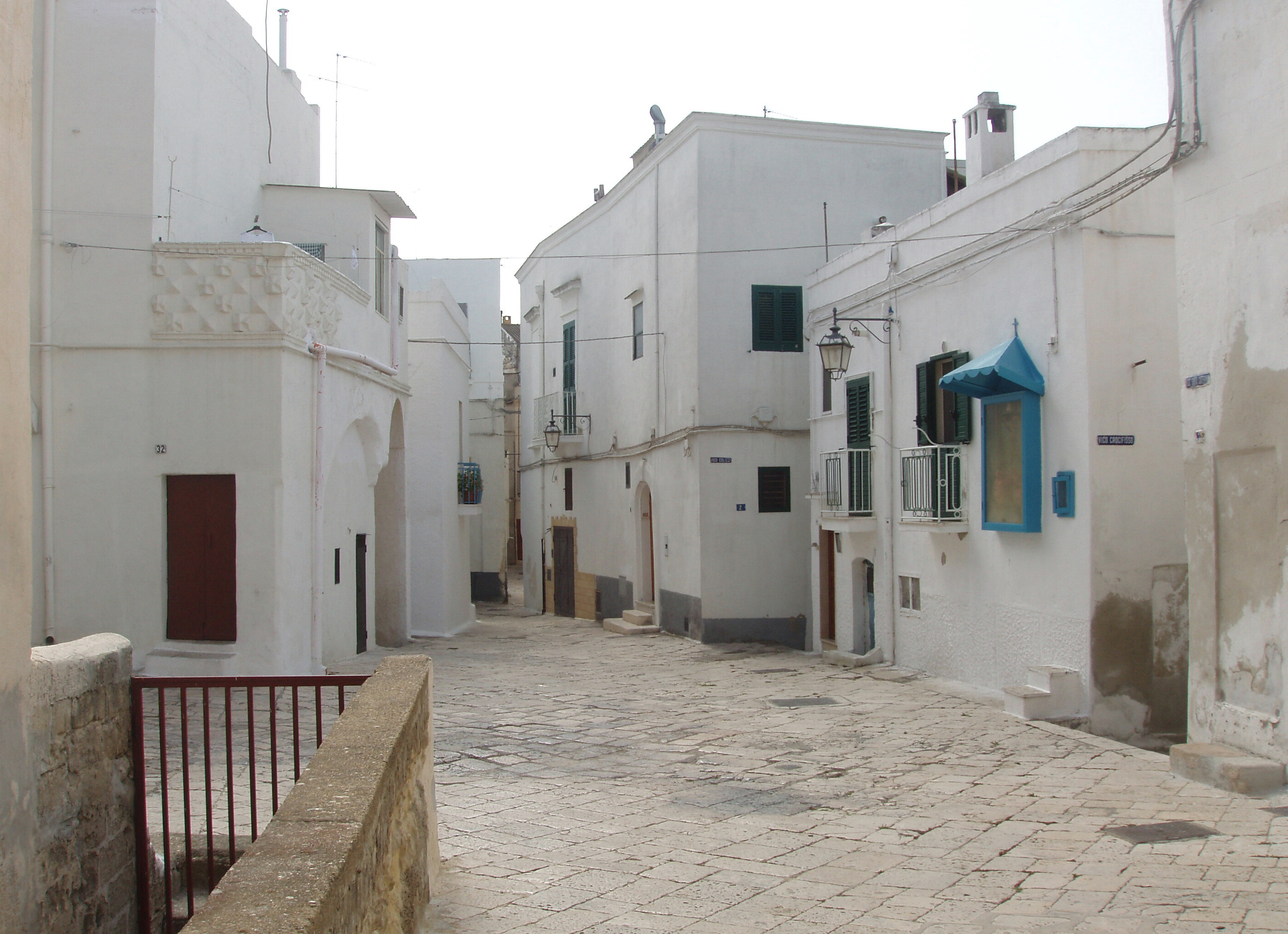
Centro storico Castellaneta - via la Marina

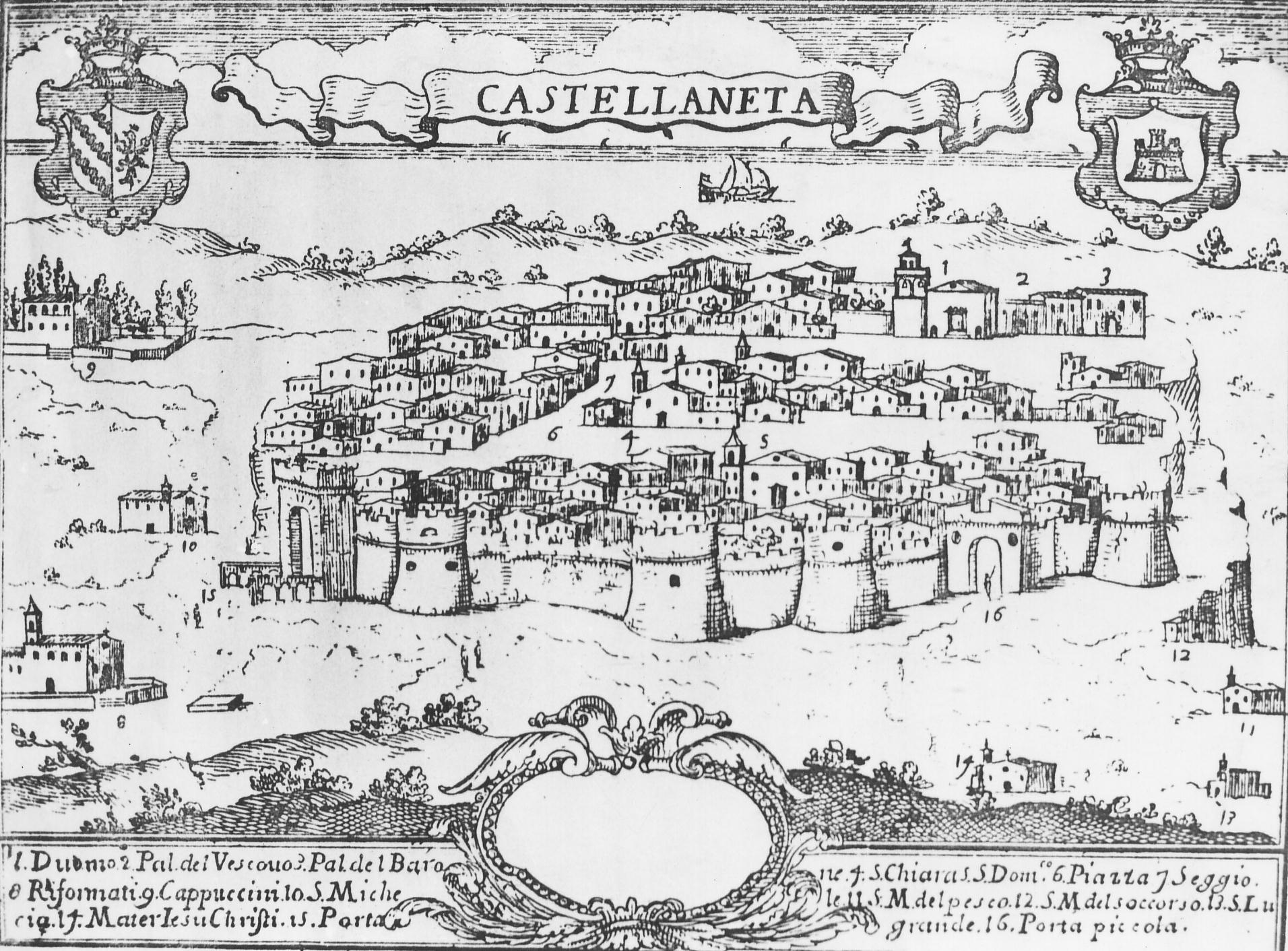
Castellaneta (centro storico) nel 1700

Il "paese vecchio" sorge sul ciglio della Gravina di Castellaneta, in posizione decentrata, ed un tempo era delimitato da spesse mura che cingevano il paese nella parte a vista. Il centro storico ha un impianto medievale, con vicoli e stradine molto strette, ma i tesori di maggior pregio architettonico sono del barocco.
Notevole importanza architettonica hanno le contigue piazze F. De Martino e Maria Immacolata dove sono presenti i tre edifici di maggior fattura. La Cattedrale (o chiesa di San Nicola) eretta nel 1220 e quasi completamente riedificata nel XVIII secolo (solo il campanile rimane della vecchia chiesa). Bellissima la sua facciata barocca e ancor di più il suo soffitto ligneo intagliato, con tre tele del Settecento di Carlo Porta (L'Assunzione, San Nicola che salva Diodato e La caduta degli Angioini) e quattro di fine Settecento - inizio Ottocento di Domenico Carella di Martina (Cristo nel Cenacolo, Cristo che comunica San Pietro, Le nozze di Canan e Davide danzante innanzi all'arca e i Filistei che la restituiscono al popolo eletto).
Il contiguo settecentesco Palazzo Vescovile (attuale sede del vescovado) custodisce un dipinto risalente al Cinquecento del Santacroce ed altre interessanti tesori artistici.
Il Palazzo Baronale, sede storica del potere politico, trasformata prima in seminario poi in convento delle Monache clarisse.
Nel borgo antico sono presenti numerosi palazzi signorili, sintomo del grande avvicendarsi di feudatari su questo territorio. Da ricordare è il Palazzo Catalano con la sua facciata orientaleggiante, il Palazzo Sarapo con il suo portone barocco e i palazzi D'Alagni, Lagroia e Frisini.

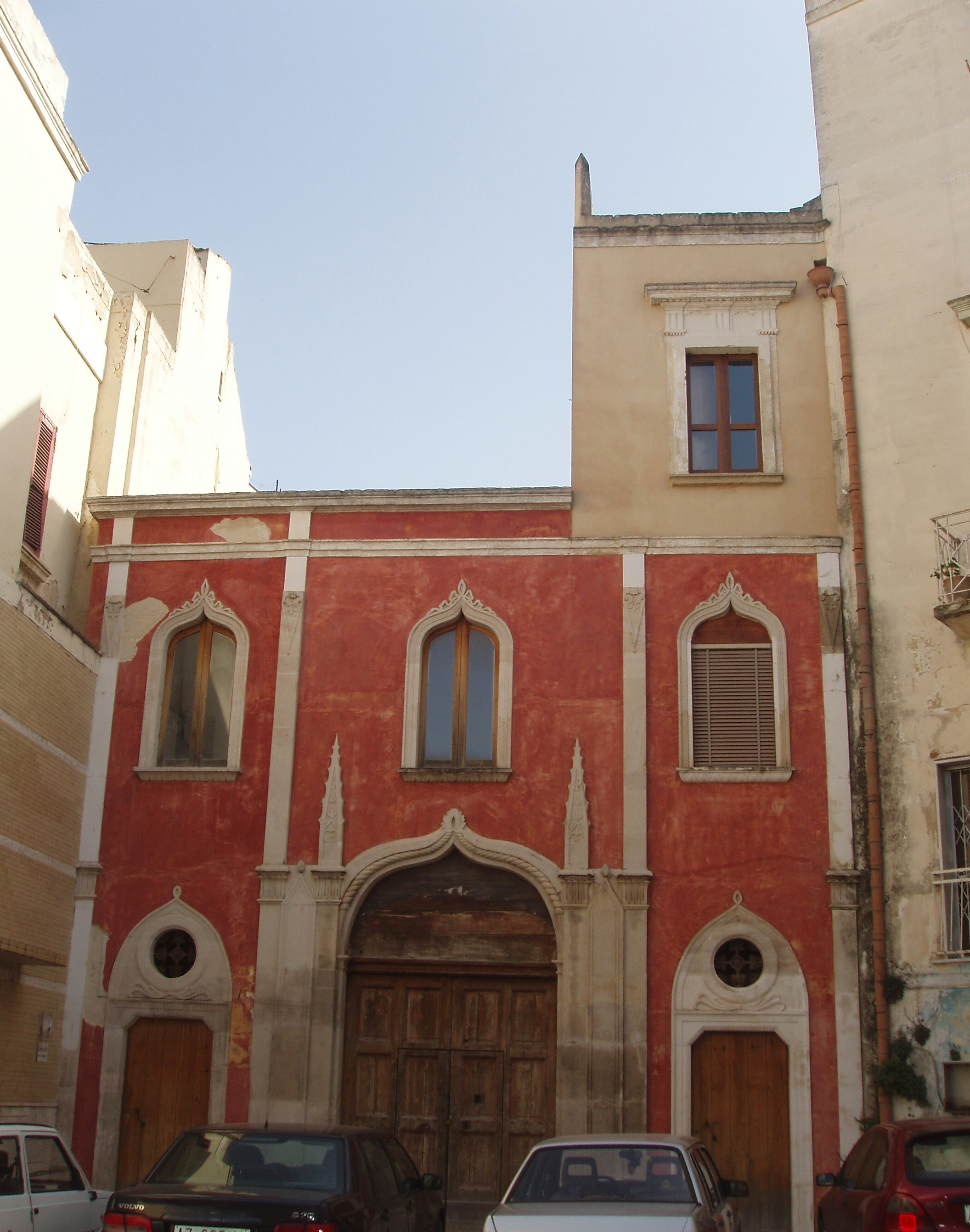
Palazzo Catalano

Da vedere sono anche piazza Umberto I con la sua Fontana Monumentale centrale (1871), e il monumento a Rodolfo Valentino (1961) posto al termine della "Passeggiata" dedicata allo stesso attore e realizzato in maiolica. A Rodolfo Valentino è anche dedicato un Museo.

### Siti archeologici

#### Gli insediamenti rupestri

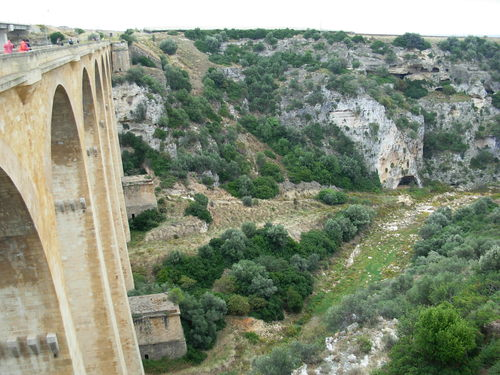
Insediamenti rupestri

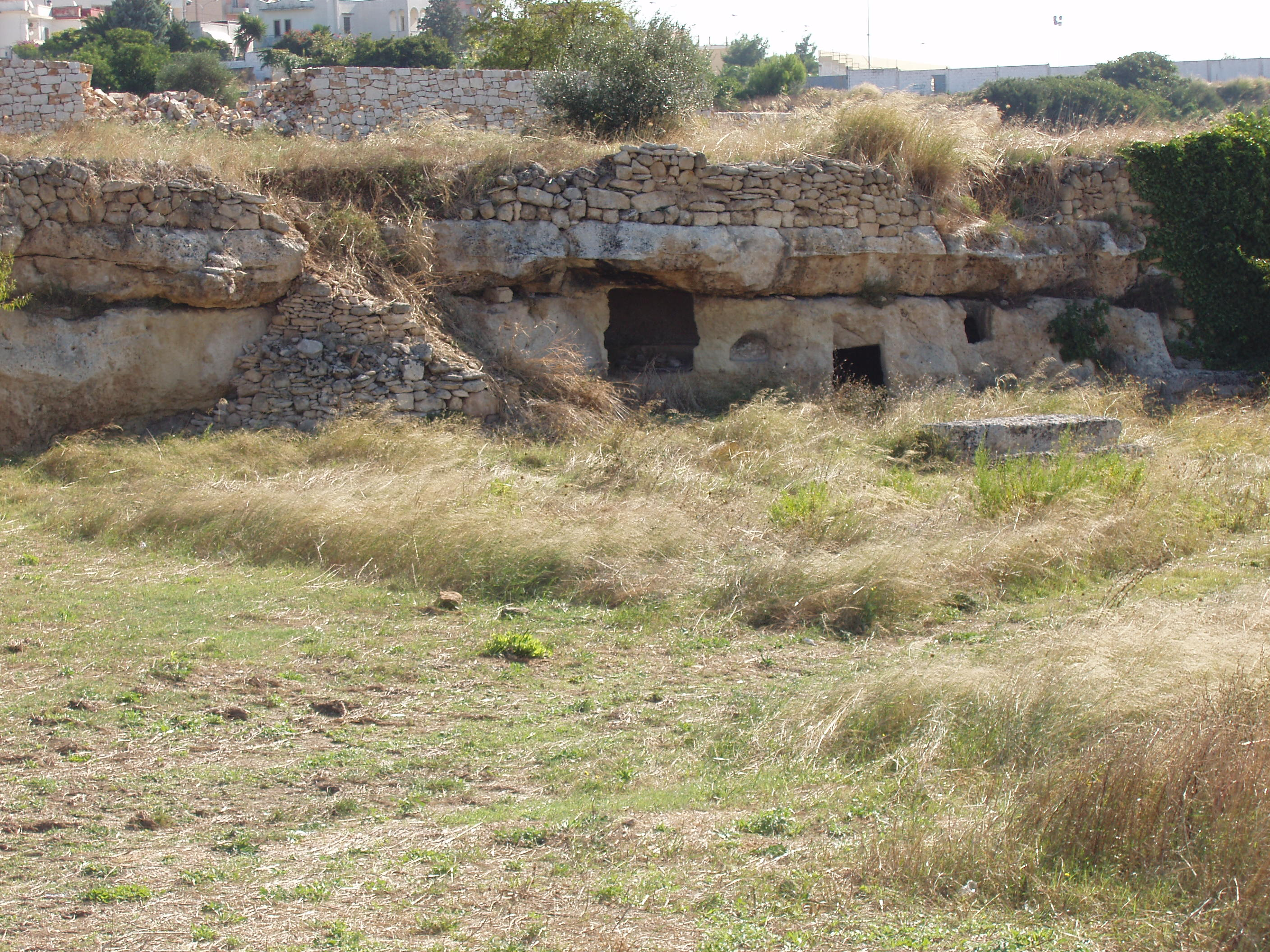
Insediamenti rupestri

Lungo le gravine sono presenti vari insediamenti rupestri. Alcuni sono di origine alto medievale (V-X secolo), quando la regione visse un periodo di notevole decadenza politica ed economica e fu ripetutamente attaccata da popolazioni straniere (prima i Goti, poi i Longobardi e i Saraceni).
Oltre che da necessità difensive, la vita nelle grotte fu incentivata nell'VIII secolo dalla lotta iconoclasta di Leone III e in quelle stesse gravine trovarono riparo molti monaci greci, giunti dall'Oriente.
Alcuni insediamenti rupestri sono:
- Santa Maria del Pesco. Sul ciglio della Gravina di Castellaneta a ridosso della chiesa dell'Assunta. Il nome deriva proprio da piscus (rupe) proprio per la vicinanza della gravina. Al suo interno è stato trovato il dipinto La Madonna con il Bambino del 1200.
- Santa Maria del Soccorso. Sul ciglio della Gravina di Castellaneta poco lontano dalla chiesa dell'Assunta. Al suo interno ci sono tracce del dipinto di un santo.
- Santa Lucia. Sul ciglio della Gravina di Castellaneta. All'interno sono visibili resti di decorazioni.
- Santa Maria di Costantinopoli (IX-X secolo). Sorge nella Gravina di Coriglione nelle vicinanze della chiesa Mater Christi. Interno diviso in tre navate con resti di decorazioni e affreschi sulle pareti.
- Mater Christi nel terreno agricolo di un privato nelle vicinanze dell'omonima chiesa. A tre navate, al suo interno qualche graffito (come il simbolo di Gesù. Gli affreschi sono andati completamente perduti.
- Padre Eterno. Sorge nella Gravina di Coriglione. La cripta è ipogea ed è a tre navate irregolari. L'abside centrale è senza altare. Sulle pareti sono presenti affreschi Bizantini che raffigurano Il Cristo tra la Vergine e San Giovanni ed altri che raffigurano santi databili (XIV secolo)
- Santo Stefano. Nell'omonima Gravina. Al suo interno sono visibili resti di affreschi dedicati a Santo Stefano e San Nicola. Insediamento databile XIV secolo.
- San Michele Arcangelo. Nella Gravina di Santo Stefano. Presenta affreschi del XII secolo raffiguranti San Michele, una Madonna col Bambino ed altri senti. All'interno sono presenti anche graffiti raffiguranti animali.
- Ovile Vecchio. In una delle gravine di Montecamplo al confine con Laterza. Cripta con due navate e due ingressi. Presenta al suo interno tracce di affreschi.
- Santa Maria del Porto. Nella vicinanze dell'omonima Gravina, al confine con Gioia del Colle è racchiusa nella masseria dallo stesso nome.

### Aree naturali

#### Le gravine

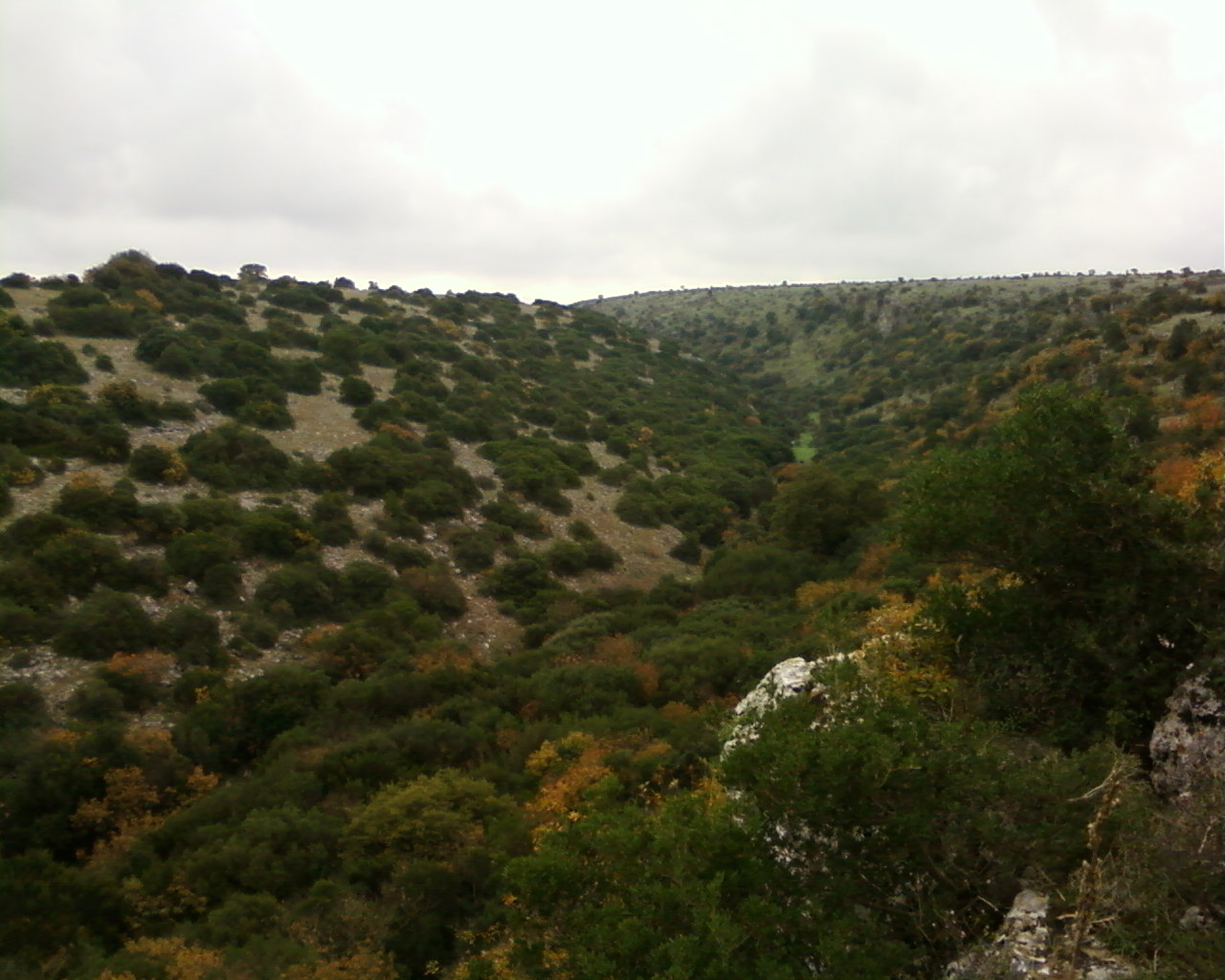
Gravina del Porto

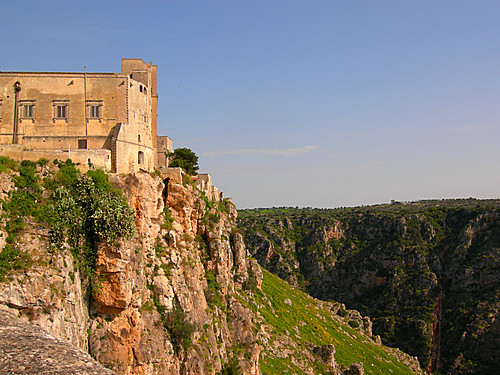
Gravina grande

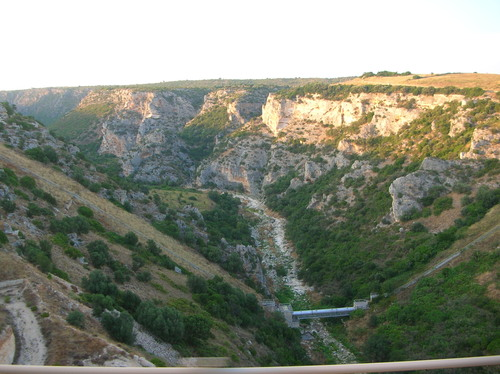
Gravina con ponte-canale dell'Acquedotto pugliese

Le principali gravine presenti sul territorio sono:
- La Gravina di Castellaneta o Gravina Grande (cinge il borgo antico). Una tra le più grandi e spettacolari gravine della Puglia. Si estende per una decine di chilometri con svariate anse, profonda nel suo punto massimo 145 m e larga fino a circa 300 m. Lungo il suo percorso sono presenti vari insediamenti storico-archeologici.
- La Gravina del Porto, nei pressi di Montursi al confine con Gioia del Colle. Da ricordare la presenza di dolmen, del un villaggio peuceta de La Castelluccia e dell'omonima masseria storica.
- La Gravina di Coriglione, in cui è presente l'insediamento rupestre di Santa Maria di Costantinopoli
- La Gravina di Santo Stefano con l'omonimo villaggio rupestre.
- Le Gravine (6) di Montecamplo nei pressi dell'omonimo colle.

## Società

### Evoluzione demografica
Abitanti censiti

### Etnie e minoranze straniere
Al 31 dicembre 2023 la popolazione straniera era di 596 persone, pari al 3,71% della popolazione.

## Cultura

### Istruzione

#### Scuole
Oltre alle scuole primarie e alle secondarie di primo grado, nel comune sono presenti:
- l'Istituto Superiore "Quinto Orazio Flacco", con gli indirizzi di studio:

- Liceo classico
- Liceo linguistico
- Istituto Tecnico tecnologico (informatica, elettronica)
- Istituto professionale
- l'Istituto Professionale Statale "Mauro Perrone" (alberghiero, commerciale, turistico)

### Eventi
- A fanòve, falò di San Giuseppe sparsi per il paese con l'annesso albero della cuccagna (19 marzo)
- Riti della Settimana Santa, che partono il giovedì santo con la visita dei sepolcri e continuano con la processione dei Misteri del venerdì santo e con quella di Cristo Morto del sabato santo (marzo o aprile)
- Presepi nel centro storico (dicembre, gennaio)
- Festa patronale di San Francesco di Paola compatrono di Castellaneta e San Nicola patrono della Città. (maggio)

## Geografia antropica

### Frazioni

#### Castellaneta Marina

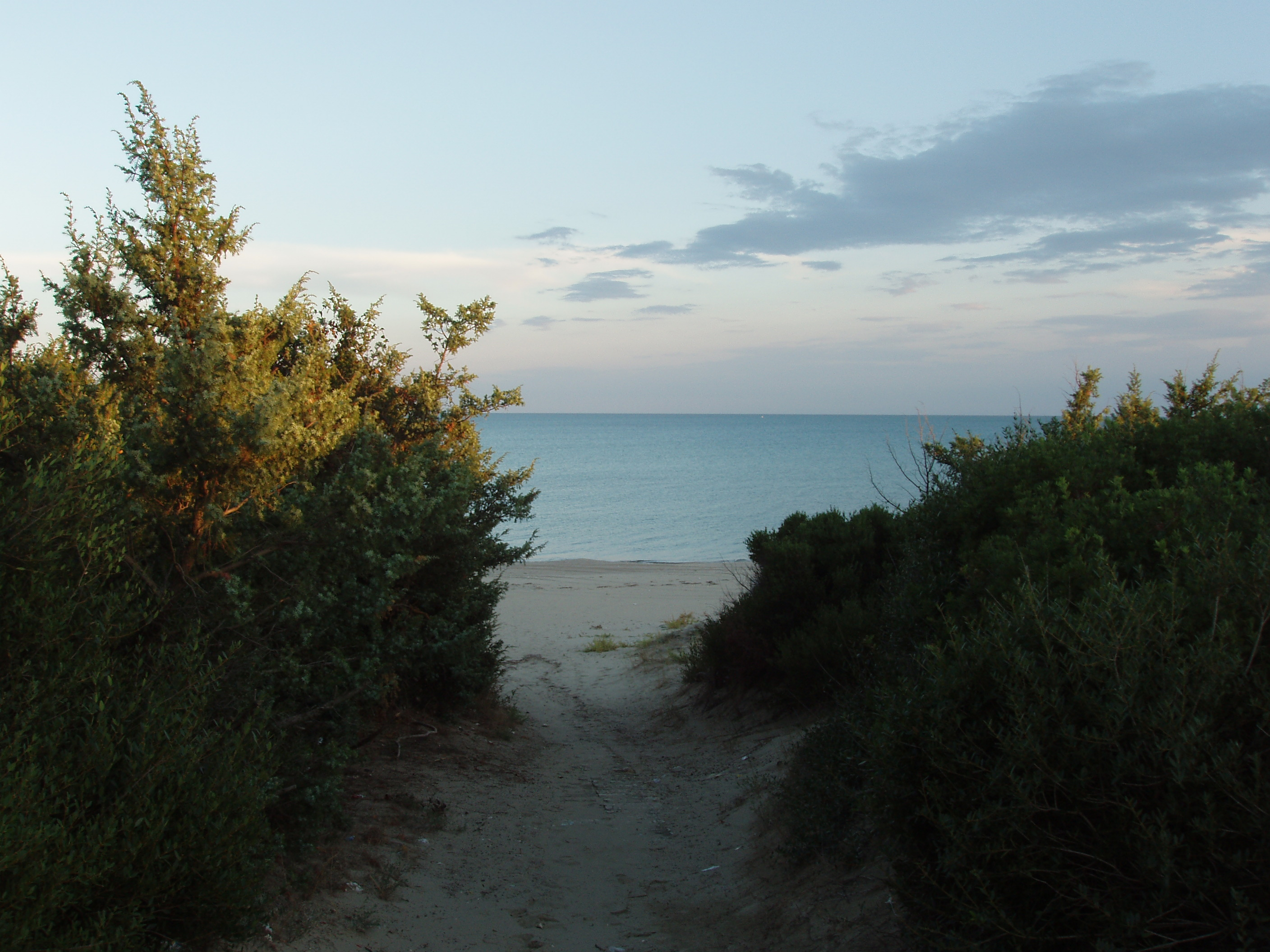
Castellaneta Marina, mare e dune

Sulla costa si estende la frazione di Castellaneta Marina, cui compete, per origine ed utilizzo, una funzione prettamente turistica. La località, composta quasi esclusivamente da ville, si trova nella pineta di Bosco Pineto che si estende per circa 9 km lungo la costa, penetrando verso l'interno del territorio per oltre 300 m.

## Economia

### Agricoltura
Quello dell'agricoltura è il settore tradizionale dell'economia castellanetana. Importanti ed apprezzate sono le uve da tavola (uva Italia su tutte), le Clementine del Golfo di Taranto e tutta la frutta prodotta nella parte meridionale del suo territorio. Importante è anche la coltivazione di olive necessarie alla produzione dell'Olio Terre Tarentine, nonché di foraggio e di grano duro che si producono principalmente nella parte murgiana del territorio castellanetano.
Altro settore molto fiorente è quello dei mandorli, tra i più apprezzati in Italia.

### Turismo
Il turismo è il settore che si è sviluppato più recentemente.
Castellaneta è stata insignita nell'anno 2006 di una vela da parte di legambiente nella tradizionale Guida Blu che l'associazione ambientalista redige ogni anno.
L'offerta turistica di Castellaneta Marina è per lo più di carattere stagionale e prevede lidi privati attrezzati, alberghi ed importanti villaggi turistici e discoteche. Ultimamente i villaggi turistici stanno cercando di destagionalizzare l'offerta rivolgendosi anche al turismo d'affari.

## Infrastrutture e trasporti

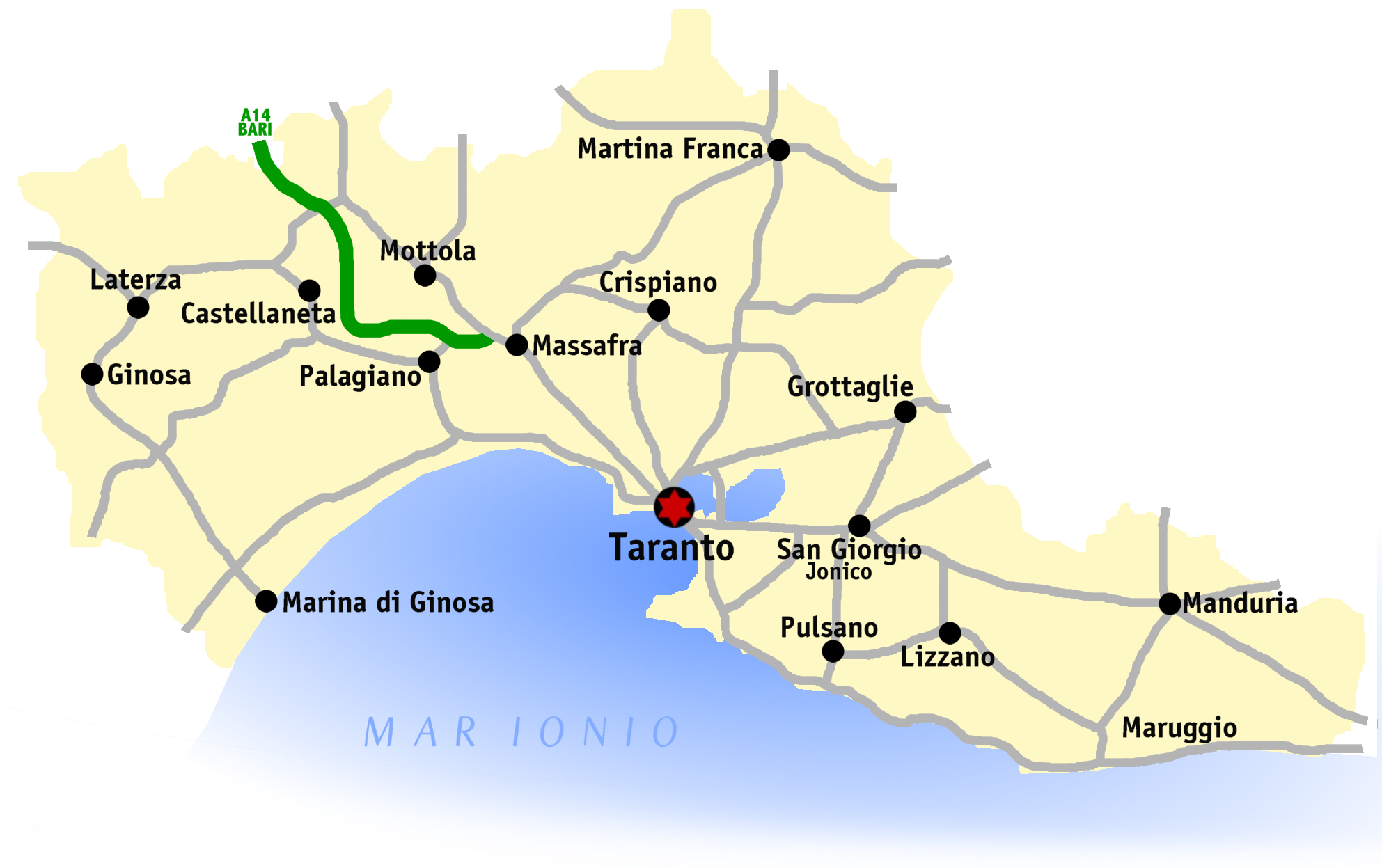
Collegamenti con la Provincia di Taranto

### Strade
I collegamenti stradali principali sono rappresentati da:
- Autostrada A14 Bologna-Taranto (uscita di Castellaneta-Mottola)
- S.S. 7 Appia che collega il paese a Matera e a Taranto e Brindisi
- S.S. 100 da e per Bari
- S.S. 106 (Taranto-Reggio Calabria) uscita Castellaneta Marina

### Ferrovie
La stazione di Castellaneta è posta sulla ferrovia Bari-Taranto. Abbiamo anche la stazione di Castellaneta Marina posta sulla ferrovia Jonica che collega la frazione marina con Taranto e Crotone.

## Amministrazione
Di seguito è presentata una tabella relativa alle amministrazioni che si sono succedute in questo comune.
| Periodo          | Periodo          | Primo cittadino       | Partito                            | Carica              | Note   |
| ---------------- | ---------------- | --------------------- | ---------------------------------- | ------------------- | ------ |
|                  | 18 giugno 1950   | Gabriele Semeraro     | Democrazia Cristiana               | Sindaco             |        |
|                  | 11 giugno 1954   | Andrea De Robertis    | Partito Comunista Italiano         | Sindaco             |        |
|                  | 18 maggio 1958   | Maria Rochira         | Partito Comunista Italiano         | Sindaco             |        |
|                  | 12 giugno 1962   | Gabriele Semeraro     | Democrazia Cristiana               | Sindaco             |        |
|                  | 27 giugno 1966   | Gabriele Semeraro     | Democrazia Cristiana               | Sindaco             |        |
|                  | 11 giugno 1970   | Gabriele Semeraro     | Democrazia Cristiana               | Sindaco             |        |
|                  | 15 giugno 1974   | Gabriele Semeraro     | Democrazia Cristiana               | Sindaco             |        |
|                  | 1º giugno 1978   | Gabriele Semeraro     | Democrazia Cristiana               | Sindaco             |        |
|                  | 16 giugno 1983   | Giuseppe Romano       | Democrazia Cristiana               | Sindaco             |        |
|                  | 7 febbraio 1985  | Gabriele Semeraro     | Democrazia Cristiana               | Sindaco             |        |
|                  | 18 giugno 1988   | Filippo Martellotta   | Democrazia Cristiana               | Sindaco             |        |
| 28 ottobre 1988  | 18 giugno 1990   | Filippo Martellotta   | Democrazia Cristiana               | Sindaco             | [ 10 ] |
| 18 giugno 1990   | 17 dicembre 1990 | Alfonso Magnatta      |                                    | Comm. pref.         | [ 10 ] |
| 17 dicembre 1990 | 20 novembre 1995 | Rocco Vito Loreto     | Partito Democratico della Sinistra | Sindaco             | [ 10 ] |
| 20 novembre 1995 | 17 aprile 2000   | Rocco Vito Loreto     | Partito Democratico della Sinistra | Sindaco             | [ 10 ] |
| 17 aprile 2000   | 28 maggio 2001   | Rocco Vito Loreto     | Partito Democratico della Sinistra | Sindaco             | [ 10 ] |
| 6 novembre 2001  | 28 maggio 2002   | Antonio Paglialonga   |                                    | Comm. straordinario | [ 10 ] |
| 30 maggio 2002   | 18 luglio 2006   | Andrea Nicolotti      | Forza Italia                       | Sindaco             | [ 10 ] |
| 18 luglio 2006   | 12 giugno 2007   | Paola Galeone         |                                    | Comm. straordinario | [ 10 ] |
| 13 giugno 2007   | 25 maggio 2012   | Italo D'Alessandro    | Alleanza Nazionale                 | Sindaco             | [ 10 ] |
| 23 maggio 2012   | 11 giugno 2017   | Giovanni Gugliotti    | Forza Italia                       | Sindaco             | [ 10 ] |
| 11 giugno 2017   | 27 giugno 2022   | Giovanni Gugliotti    | Forza Italia                       | Sindaco             |        |
| 27 giugno 2022   | 18 ottobre 2022  | Giambattista Di Pippa | Partito Democratico                | Sindaco             | [ 10 ] |
| 21 ottobre 2022  | 15 maggio 2023   | Giuseppe Canale       |                                    | Comm. pref.         | [ 10 ] |
| 15 maggio 2023   | in carica        | Giambattista Di Pippa | Partito Democratico                | Sindaco             | [ 10 ] |

### Altre informazioni amministrative
Il Comune di Castellaneta ha fatto parte della Comunità montana della Murgia Tarantina fino alla sua definitiva soppressione.

## Sport

### Calcio
La società di calcio maschile più rappresentativa è l'ASD Castellaneta che attualmente non disputa nessun campionato per fallimento societario, ma che nella sua storia ha più volte sfiorato la promozione in Serie D. Disputa le gare interne presso lo Stadio Comunale "Giovanni De Bellis".

### Pallacanestro
La società di pallacanestro maschile è la Valentino Basket Castellaneta che milita nel campionato di Serie B Interregionale Girone F. Fondata nel 2005, nasce dalle ceneri della gloriosa S.S. Basket Castellaneta, che in passato disputò la Serie B2. Disputa le gare interne presso il PalaTifo di Via Aldo Moro.

### Pallavolo
La squadra locale di pallavolo è il Volley Castellaneta che milita in Serie B2 femminile (Girone I), mentre la selezione maschile  Team Volley Castellaneta milita in Serie D.

### Calcio a 5
La formazione di calcio a 5 è la Real Castellaneta che milita in C1.

### Mountain Bike
L'Associazione che si occupa di promuovere l'attività della mountain bike, nei numerosi e vari scenari naturalistici di Castellaneta è l'"ASD MTB GROUP CASTELLANETA".

### Vela
L'associazione di vela più rappresentativa è quella del Circolo Velico Vega.

### Golf
Il circolo golfistico Riva dei Tessali Golf Club è il più importante della provincia di Taranto. Ogni anno nel campo di 18 buche del club si effettua il consueto "Tessali-Metaponto Open di Puglia e Basilicata" prestigiosa gara del Challenge Tour il cui montepremi ammonta a circa 120.000 €.

### Tennis
A Castellaneta il Circolo Tennis di Via Bachelet organizza spesso tornei sociali e FIT (Federazione Italiana Tennis) da maggio a ottobre, mentre tutto l'anno sono attivi corsi di scuola tennis per tutte le età. A Nova Yardinia invece, luogo di villeggiatura di Castellaneta Marina, vengono svolti importanti tornei anche a livello internazionale come la Fed Cup.